# 金文泰中學
金文泰中學（英語：Clementi Secondary School），前稱官立漢文學校，於1926年成立，為香港第一所由英國殖民政府開辦的中文中學。

## 歷史

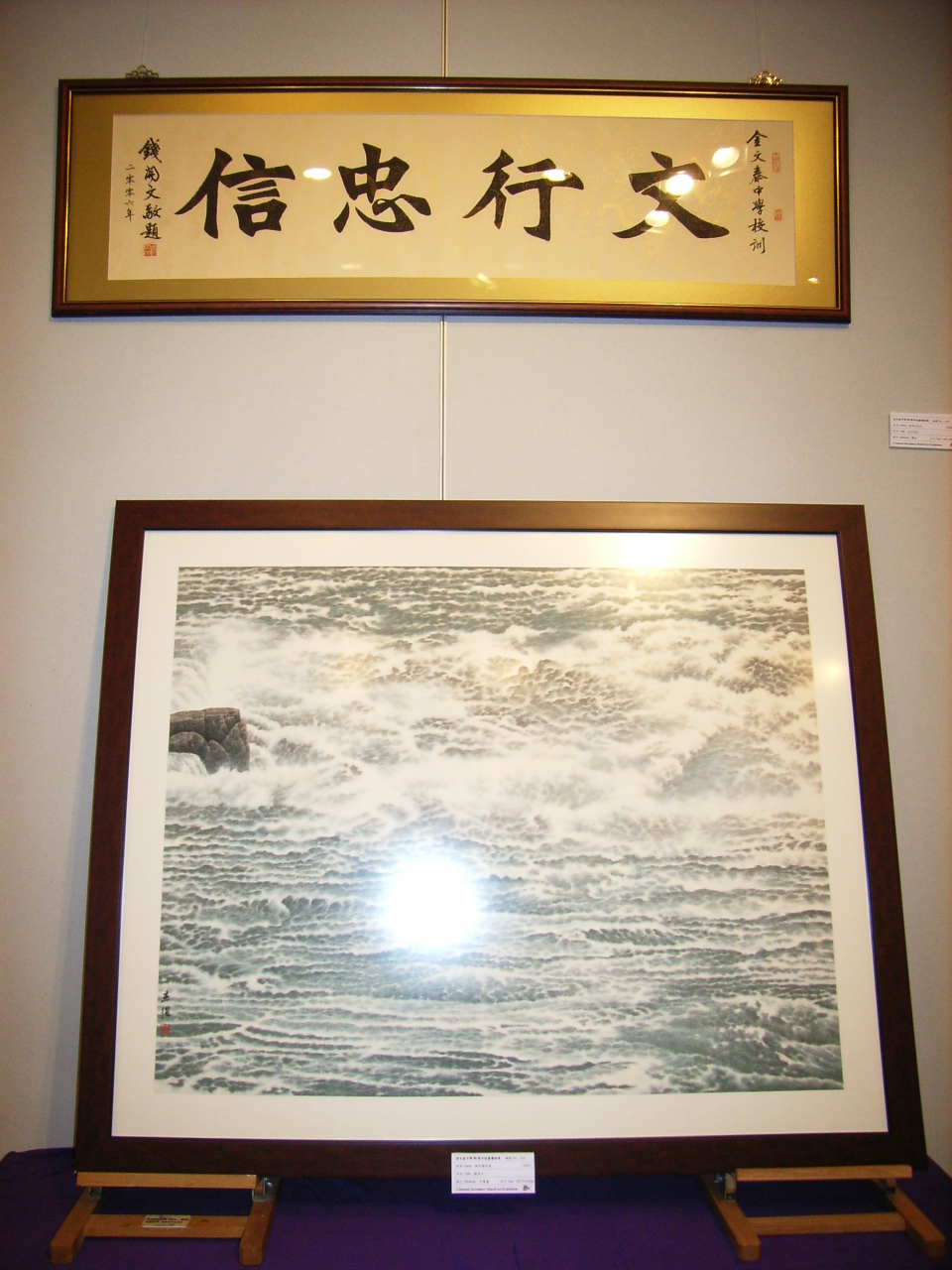
校訓及校友靳杰強的中國畫

### 官立漢文學校
官立漢文學校開設前，香港大部分中文學塾，都由民間私辦。根據李我所述，香港私塾仍然保留至太平洋戰爭結束。中文私塾的畢業生多數會往中國内地升學，課程亦銜接中國學制。
1925年12月，香港紳商周壽臣、羅旭龢、李右泉、曹善允、尹文楷、李景康、俞叔文、馮平山、劉子平、李亦梅等，藉中環華人行6樓華商俱樂部舉行敘會，商議請求政府撥地，創立一所官辦中文學塾，以中文作為教學語言。此議獲教育司庵氏（G. N. Orme）贊同，乃委派漢文視學官李景康負責草擬辦法，香港第一所由英國殖民政府開辦的中文學校因此誕生，定名「官立漢文學校」。
學校在1926年開課，首任校長為當時的漢文視學官李景康先生。校訓出自《論語．述而》:「子以四教：文、行、忠、信。」成立之初，以醫院道榮華台分設師範第1、2年級；假育才書社課室設中學1、2、3年級；另醫院道中華會館設高小1、2年級。學生共200人。1927年，漢文中學遷入西營盤官學堂薄扶林道舊址。1941年12月，日軍攻佔港島。太平洋戰爭期間，由於日軍佔領香港而停辦。

### 金文泰中學
戰爭結束後，於1945年復校，並在1946年易名為「官立漢文高級中學」，兼收女生。
1951年，殖民地政府為紀念前香港總督金文泰爵士對香港中文教學的貢獻，將學校易名為「金文泰中學」。金文泰爵士於1925年就任香港總督，是一位漢學家和「中國通」，精通中文和廣東話，並是皇家亞洲學會的會員，曾被前香港總督盧吉爵士提名出任香港大學創校校長，但因改派到英屬蓋亞那出任輔政司而未能成事。金文泰夫人得知學校易名一事後，於1958年1月4日自英國寄贈「金文泰爵士紀念杯」一座，以為紀念。現在金文泰中學圖書館仍藏有當年由金文泰爵士捐贈的中國典籍，故金文泰中學是全港最具歷史價值書籍的擁有機構之一。
戰後復校後，一度與皇仁書院共用堅尼地道校舍。
新亞書院、崇基學院及聯合書院的獨立時期，三校中大部份學生都是金文泰中學的畢業生。及後金文泰中學的校友（例如馮秉芬爵士）亦參與中文大學創設，而金文泰中學的畢業生歷來亦多進入中文大學攻讀不同學科。由於金中與中大在七、八十年代的學制相接，至使中文大學創校初期有大部分學生來自金文泰中學，令當時金文泰在香港坊間有「中大預備學校」之稱。至今因為考試及學制的改革，中大已不是金文泰畢業生唯一的大學目的地，但至今有不少金文泰校友任教於中大、及擔任中大及其成員書院的校董。
1961年及以前， 香港政府以小學會考以定能否有機會升讀中學，當時香港中學學位嚴重不足，大半小學生要被淘汰失學。小學會考及升中試都會給每一個學生一個名次，全港首50名會得到葛亮洪獎學金，金文泰中學每年錄取了不少葛亮洪獎學金得主。1961年9月，隨著位於炮台山炮台山道的新校舍落成啟用，金文泰中學遷入現址至今。
該校於2001年獲校友提名，參加優質教育基金主辦的傑出學校獎勵計劃，結果在校風及培育一項評選中獲頒優異獎。

## 校徽及校訓
1949年6月，梁世華校長邀請徐虹磯先生設計校徽圖形：徽形如盾，藍質白章，中繪木鐸，有橫列文行忠信四字，刻於鐸之兩旁上端，盾下作通心白色帶捲摺飄揚之狀。
徽形如盾者，取《禮經》所謂禮義以為干櫓之義也；木鐸，古者施教，振之以警眾者也；文、行、忠、信者，取夫子四教之義，即該校校訓也；色取藍白者，荀子曰:青取之於藍而青於藍。藍，蓋青之所自出也。今世謂弟子之勝師者，亦曰青出於藍，蓋欲學者不可忘其師承之所出自耳。白者，素色也，逸詩有素以為絢之辭，夫子有繪事後素之語，甘然後受和，白然後受采，學者當以美質為尚也。
校訓：文、行、忠、信
- 文（學文）：中英兼擅，具備文化素養。
- 行（修行）：才德並進，實踐律己恕人。
- 忠（存忠）：忠誠處事，勇於承擔責任。
- 信（主信）：信實待人，建立健全人格。

## 校舍

### 醫院道臨時校舍（1926－27年）
- 1926年3月1日於西營盤育才書社醫院道校舍開辦。

### 薄扶林道初代校舍（1927－41年）
- 1927年，漢文中學暨附設小學與師範男校遷至西營盤官學堂（英皇書院前身）薄扶林道舊址。
- 1941年至1945年，香港淪陷，在薄扶林道初代校舍，遭受戰火嚴重的摧殘。香港重光後，薄扶林道校舍拆卸重建為李陞小學校舍。

### 活道臨時校舍（1945年）
- 1945年，漢文中學借用灣仔活道工業學校校舍上課。

### 必列者士街青年會臨時校舍（1945－46年）
- 1945年11月，漢文中學借必列者士街青年會校舍重新開辦。

### 堅尼地道校舍（1946－61年）
- 1946年10月，高初中各班遷入堅尼地道26號校舍，與皇仁書院共用日本子弟學校的校址上課，該校址現時是古物古蹟辦事處界定的政府文物。1950年，皇仁書院在銅鑼灣的新校舍落成啟用，漢文中學便佔用了整個日本子弟學校的校舍。

### 炮台山道校舍（1961年－現在）
- 1961年9月，位於炮台山道30號的新校舍啟用。
- 1962年，當時的教育司唐露曉夫婦為學校主持頒獎及校舍啟鑰禮。
- 2003年，校舍新翼於8月22日建成，學校面積增加1344平方米。同年11月27日，由當時的警務處處長，校友曾蔭培聯同多位主禮嘉賓，為校史館、家長教師會園藝角、校舍新翼主持揭幕儀式，並為「楊宇杰綜合活動中心」、「馮秉芬爵士圖書館」、「利榮森博士圖書館」、「金文泰中學校友演講廳」主持命名儀式典禮。

## 歷任校長
| 任次 | 校長         | 任期          | 備註 |
| ---- | ------------ | ------------- | --- |
| 1.   | 李景康先生   | 1926年-1941年 | 在1911年考獲英國牛津大學高等文憑，中文科特別優異，後再入香港大學就讀，並獲取第一屆首名畢業，1922年任廣州南海中學兼省立南海師範學校校長；1924年應香港教育司之聘，任本港教師司署漢文視學官兼英文視學官 |
| 2.   | 梁世華先生   | 1946年-1957年 | 前清政府駐美國公使梁誠爵士的兒子。於1928年在牛津大學畢業。在1929至1941年間，曾任教育司署督學之職，負責視察港島東中兩區五百餘間私校。何啟東家族成員，夫人為何婉和女士。 |
| 3.   | 謝振有先生   | 1957年-1959年 | 於1922年升讀皇仁書院，1924年入讀香港大學，主修教育系，1929年任香港官立漢文中學教師；1942年為國立中山大學師範學院教授；1949年任旺角勞工子弟學校校長；1954年為皇仁中學代校長，並升為署理高級教育官；1956年於教育司署任署理高級教育官，管轄全港私立學校事宜 |
| 4.   | 羅嗣超先生   | 1959年-1962年 | 於1926年考獲香港大學文學士；1931至33年任教育才書社1945至46年在荷理活道官立學校任教；46至48年調至灣仔學校；48年9月於皇仁書院任教；49年升級教育官；1953年任香港教育司署督學，任職學校教員註冊官 |
| 5.   | 黃少明先生   | 1962年-1965年 | 於30年代初期在香港大學為優秀畢業生，於1947年始，於漢中和金中任教，並在1962年任金文泰中學校長，榮休後轉任私立堅道培中中學校長。 |
| 6.   | 李思義先生   | 1965年-1970年 | 於1965年任校長，曾為學校裝置禮堂燈光及帷幕，添置擴音器材等，亦大力加強該校之英文程度，協助及鼓勵學生在課外活動上之英語訓練。 |
| 7.   | 蕭燦麟先生   | 1970年-1972年 | 於1970年任校長，為提倡美術，曾籌辦有關工商業美術和絲印展覽會；在班級編制上有重大改革，為避免甲、乙、丙、丁分班，妨礙學生心理和向學情緒，改為文、行、忠、信分班，藉此消除學生之間的隔膜。 |
| 8.   | 蘇宗仁先生   | 1972年-1980年 | 於1972年任校長，在任期間，成立了首屆交通安全隊，亦於1973年增設校務委員會；亦繼續提倡美術教育，於1972年舉辦網印專題展覽，獲得美國及日本之著名廠家響應，運來最新機器及大量工業美術器材展出，後二年亦舉行第三屆大規模美術展覽，培養學生之美術才能。 |
| 9.   | 黃景添先生   | 1980年-1989年 | 於1980年任校長，在任期間，曾於1982年舉行「今昔共話」活動，邀請各行業之校友輔導在校同學就業，並於1983年成立家長教師聯誼會，亦曾創立模範班制度、組織公民教育委員會等。 |
| 10.  | 趙廣和先生   | 1989年-1992年 | 於1989年任校長，1992年，曾應教育署之要求，將傳統六年制改為七年制；在環境保護方面，趙校長曾以「保護環境、美化生活」為題舉辦開放日，以喚起同學的環保意識；亦由於他的國畫書法造詣深湛，曾舉辦以書畫為主的開放日展覽，展品多姿多采。 |
| 11.  | 馬智修先生   | 1992年-1996年 | 曾於1964至1965年於金文泰中學任教，再在1992年接任為校長，見証金文泰中學30年前後變化。亦曾於1993年，成立金文泰中學首屆學生會，培養學生自治精神及領導才能；並成功爭取各項改善設施，如全校課室裝置冷氣機、改善多個特別室的設備。 |
| 12.  | 鄧陳慧玲女士 | 1996年-2006年 | 金文泰中學第一名女校長，畢業於香港中文大學社會科學學院，其後於香港大學進修教育文憑課程。畢業後加入香港政府，從事香港教育事業多年，曾獲教統局選派到英國劍橋大學教育研究院及美國哈佛大學教育研究院進修教育行政課程。她曾任東區政務處北角西分區委員會委員、公益少年團執行委員會委員，現在擔任東區學校聯絡委員會執行委員會委員、教統局中學學位分配委員會委員、民政事務局葛亮洪獎學基金遴選委員會委員等多項公職。 |
| 13.  | 李國佳先生   | 2006年-2010年 | 畢業於香港大學理學院，獲榮譽理學士學位。其後又獲香港中文大學教育文憑以及香港大學教育碩士學位。李校長畢業後即加入教師行列，曾先後任職多所私立和政府中學。李校長於1999至2004年間先後獲教統局選派到北京師範大學、中國教育部中學校長培訓中心、英國愛丁堡大學、劍橋大學以及新加坡國立教育學院接受培訓。 |
| 14.  | 羅李瑞華女士 | 2010年-2013年 | 畢業於香港大學文學院，獲榮譽文學士學位，其後又獲香港大學教育證書。李校長先後任職多所私立、津貼和政府中學。在1989年，李校長被調派到本校任教地理科，在2005年，獲升任為副校長，在2010年接任為校長。李校長在2004年獲課程發展議會－香港考試及評核局委任為地理委員會（高中）委員。在2008年至2010年，李校長獲教育局選派分別到澳洲墨爾本及新西蘭基督城接受培訓，及後調任皇仁書院校長。                               |
| 15.  | 馮黎妙儀女士 | 2013年-2025年 | |

## 社团
- 文（Man House）
  - 學文：中英兼擅，具備文化素養。
- 行（Hang House）
  - 修行：才德並進，實踐律己恕人。
- 忠（Jung House）
  - 存忠：忠誠處事，勇於承擔責任。
- 信（Shun House）
  - 主信：信實待人，建立健全人格。

## 傑出校友

### 政治／公務界
- 馮秉芬爵士，CBE，JP：望族馮平山家族成員，香港商人和政治家，前市政局、立法局和行政局非官守議員，香港中文大學創辦人之一、香港中文大學及香港大學校董、曾任香港中文大學聯合書院校董會主席 (1951-1972)，金文泰中學馮秉芬爵士圖書館及香港中文大學秉芬堂以其命名
- 曾蔭培，GBS，OBE：前香港警務處處長 (2001-2003)，新創建集團行政總裁 (1964年畢業)
- 李明逵，GBS，QPM，CPM：前香港警務處處長 (2003-2007)、香港中文大學及新亞書院校董，太平紳士，青年事務委員會委員 (1968年畢業)
- 譚潤棣：加拿大新民主黨政客，前多倫多教育委員
- 劉世鏞：劉世鏞會計師行、才礇會計師事務所有限公司創辦人，香港中文大學校董、香港中文大學校友會評議會常務委員會副主席，曾任香港中文大學崇基院董、香港中文大學崇基學院校友會會長、香港中文大學校友會聯會會長、香港中文大學第五屆榮譽院士
- 梁中昀，BBS，MH：前香港學聯旅遊董事局主席，前香港家長協進會主席、前香港新一代文化協會會長
- 梁永義：圓玄學院社會服務部總監、擔任社署轄下多個委員會委員委員
- 吳克儉，GBS，SBS：前教育局局長、前香港考試及評核局主席，前香港教育學院校董會副主席
- 李永健：大律師、2007年香港立法會港島選區補選侯選人。香港中文大學社會學系畢業
- 顏才績：前東區區議會委任區議員 (2007-2011)
- 李鎮強：立法會議員（選舉委員會）、前東區區議會議員
- 齊禧慶：第四屆香港中文大學學生會會長、前快報執行總編輯、前香港一國兩制研究中心總研究主任
- 黃世澤：時事評論員，前香港中文大學學生會代表會主席
- 周竪峰：本土派人士，歷年來首位香港中文大學學生會本土莊會長
- 徐海山：前觀塘區議會月華選區區議員
- 梁國雄：前立法會議員（新界東），註︰中六肄業[1][2]
- 阮品強：已故民主黨創黨黨員及前中西區區議會中環選區議員（1961年中六[3]）[註 1]
- 蔡松霖： 財經事務及庫務局首席助理秘書長
- 倫兆銘：前香港電台助理廣播處長（1963年中六）[4]

### 商界
- 利榮森：利希慎家族成員；香港中文大學終身校董及北山堂基金 (專門撥款予文物保護及研究項目；中大中國文化研究所亦曾受惠) 創立人；前香港電視廣播有限公司董事及上海商業銀行董事
- 尹德勝：香港品牌發展局主席、前香港中華廠商聯合會會長、銀紫荊星章 (SBS)得主
- 羅富昌，JP：香港中華廠商聯合會副會長，有“中國罐王”之稱，曾任香港中文大學崇基學院校董，現任金文泰中學學校管理委員會委員
- 楊宇杰：新駿有限公司總經理暨「謝鏡添、梁中盷、楊宇杰基金會」主席
- 麥永光：香港保險師公會會長
- 吳自豪：信佳國際創辦人及主席（1968年）[5]

### 學術/教育界
- 陳漢銓[永久]：結構工程學專家，香港大學土木工程系榮譽教授，前香港大學土木工程學系主任
- 杜祖貽，BBS：美國密西根大學教授、系主任兼研究科學家；香港中文大學教育講座教授、教育學院院長；北京大學、北京師範大學、清華大學等校榮譽教授、客座教授、顧問教授[6]
- 林己玄（页面存档备份，存于）：數學家，加拿大英屬哥倫比亞大學數學系榮休教授 (Professor Emeritus of Mathematics)
- 崔　琦：1998年諾貝爾物理學獎得主、美國普林斯頓大學電機工程系教授、中央研究院院士，被列入《美國科學名人錄》
- 黃卓然：物理學家，美國物理學會院士，前美國華裔物理學家協會主席 (1999年-2000年)，現工作於美國橡樹嶺國家實驗室 (Oak Ridge National Laboratory)
- 周慶麟：數學家，香港中文大學數學系教授，其學生丘成桐為其在香港中文大學設立周慶麟數學獎學金，以謝師恩
- 吳秀蘭：物理學家，1995年歐洲物理學會髙能和粒子物理獎得主，曾參與丁肇中教授領導的發現J/Ψ粒子的實驗，現為美國威斯康星大学物理系講座教授
- 盧瑋鑾：畢業於中大新亞中文系，師承當代大儒唐君毅，前香港中文大學中文系教授、香港中文大學文學研究中心主任、近代著名散文作家、教育家，常用筆名「小思」
- 雷明德：物理學家，香港科技大學物理系主任，美國物理學會院士，香港科技大學教授，前香港科技大學理學院院長 (1998-2004年) (1962年畢業)
- 黃銘洪 （页面存档备份，存于）：生物學家，現任香港浸會大學生物系主任，講座教授，裘槎環科所所長
- 伍灼耀：化學家，於美國師承諾貝爾化學獎得主李遠哲教授，美國加州大學戴維斯分校化學系傑出教授 (Distinguished Professor)，香港中文大學崇基學院黃林秀蓮訪問學人，德國洪堡 (Alexander von Humboldt) 基金資深科學家獎
- 梁伯華：美國新澤西州西東大學 (Seton Hall University) 亞洲學系主任、美國華人專業人士協會會長、美中醫學及技術基金會行政會長、中華文化研究基金創會主席
- 梁怡：地理學家，香港中文大學地理與資源管理學系講座教授，2007年度中國國家自然科學獎二等獎得主 （页面存档备份，存于）
- 馮國培：生物化學家，現任香港中文大學聯合書院院長，現任香港中文大學生物化學系主任
- 譚鳳儀：太平紳士，生物學家，香港城市大學生物及化學系系主任 (生物)
- 施仲謀：香港大學文學院副院長，亞洲研究中心院士，中南大學兼任教授
- 鄭燕祥：前香港教育學院副校長、亞太教育研究學會會長、香港教育學院研究及國際合作中心總監，兼任亞太教育領導及學校質素中心主任
- 麥淑卿：前實用教育中心校長[7](實用教育中心已於2004年易名為藝術與科技教育中心)[8]、前大埔官立中學校長 (1997年9月至2000年8月)，前南屯門官立中學校長 (2000-2008)，教育局課程發展議會體育委員會校長委員 (1999年9月1日至2001年8月31日)
- 魯榮光：前東華三院馮黃鳳亭中學校長（1963年中六）[4][9]
- 馮展鵬：前太古小學校長[10]
- 岑世璘：前太古小學校長（1953年中六）[11][12]
- 莊棣華：香港魚類學及博物學家[13]
- 胡耀輝：前五育中學校長，因「五育事件」而辭職[14]
- 高贊明：前香港理工大學協理副校長（1961年中六）[15]
- 袁伯盈：前東莞同鄉會學校校長（1952年中六）[16]
- 容華經：前廣東道官立小學、南元朗官立小學及大埔官立小學校長（1953年中六）[11]

### 文化/藝術/娛樂界
- 靳杰強 （页面存档备份，存于）：享譽國際水墨畫家，同時為物理學家 (1962年畢業)
- 楊興安：作家、香港小說學會副會長、香港 (海外) 文學藝術家協會副主席
- 葉特生：前電視廣播有限公司香港早晨主播，著名電視主持人
- 葉青霖（釋常霖）：香港著名資深攝影師、香港專業攝影師公會創辦人
- 劉致新：香港著名紅酒評論家，《酒經月刊》擔任總編輯
- 袁志偉，JP：電視廣播有限公司助理總經理 (新聞及資訊)
- 甘仕良：著名鋼琴家、曾與多位殿堂級歌手合作演出，包括梅艷芳、張國榮、譚詠麟及林憶蓮
- 盧覓雪：前無綫電視、商業電台節目主持、前《東週刊》副總編輯
- 張鳳妮：香港小姐、前無綫電視藝人
- 劉　蓮：香港電台節目監製及編導
- 利嘉兒：前無綫電視合約藝員
- 閰　韻：著名鋼琴家
- 錢　璟：著名古箏演奏家
- 阮子健：香港商業電台節目主持人
- 岑倚蘭：香港記者協會主席
- 郭孟浩：行為藝術家，自稱「蛙王」
- 梁泰來：香港商業電台節目主持人及對外事務部總監
- 吳肇銅：前無綫電視、金牌編劇
- 源家祥：已故香港配音員（1956年）[17]
- 唯靈： 己故香港資深美食家
- 黃思進：組合LOCKSMITHS成員
- 劉宇軒：ViuTV 全民造星V 三十強，組合MATCH成員

### 其他界別
- 梁璧聯：前香港體育學院羽毛球總教練（1966年中五）[18]

## 外部連結
- 金文泰中學網頁 （页面存档备份，存于）
- 金文泰中學校友會官方網頁 （页面存档备份，存于）
- 金文泰中學多倫多校友網頁 （页面存档备份，存于）
- 金文泰中學:Lifein.hk （页面存档备份，存于）